# Tiran (Kampfpanzer)

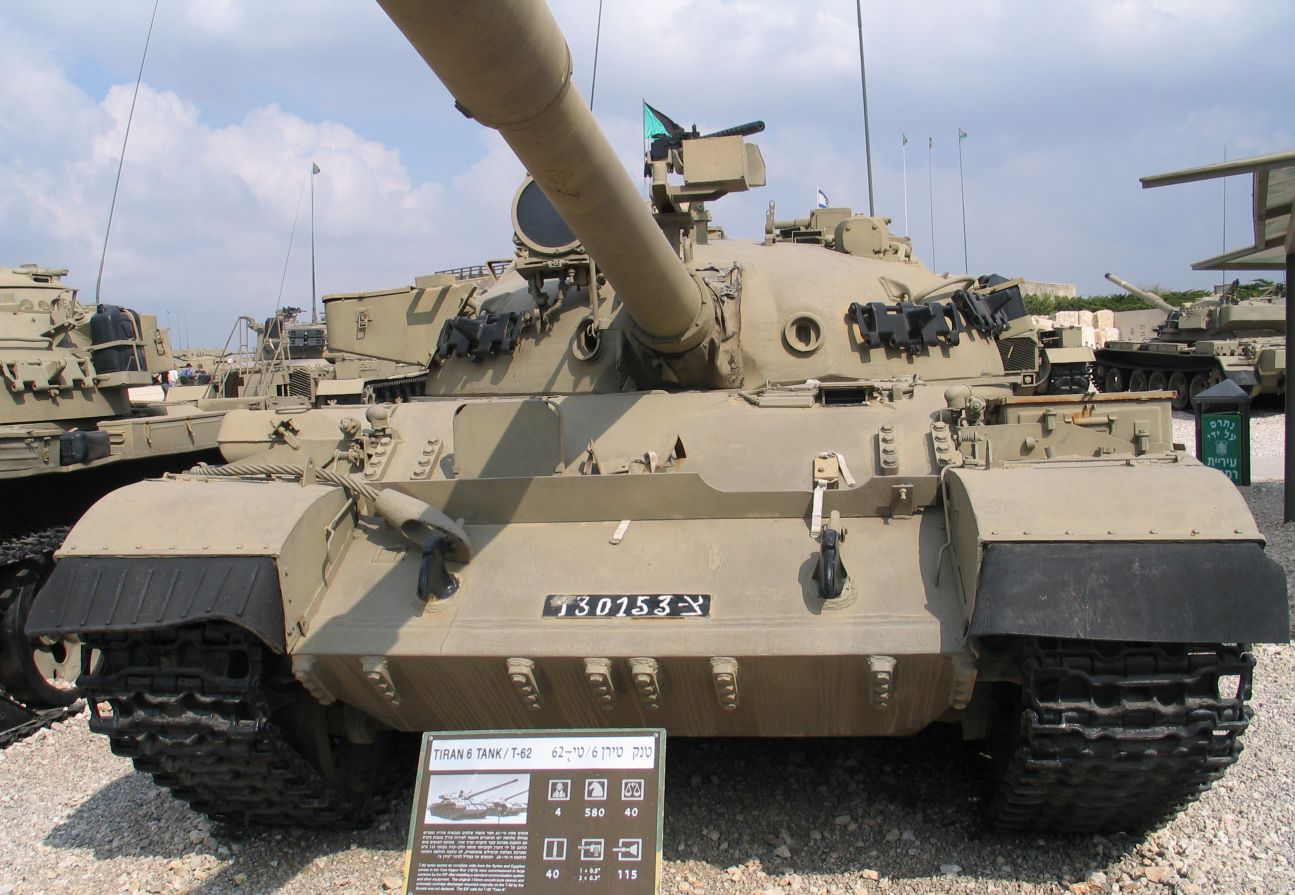
Tiran-6

Der Tiran ist eine israelische Modifikation der sowjetischen mittleren Panzer T-54 und T-55 sowie – vereinzelt – T-62.

## Geschichte
Im Sechstagekrieg eroberten die israelischen Streitkräfte einige hundert T-54- und T-55-Panzer, hauptsächlich von Ägypten. Diese, wie auch einige im Jom-Kippur-Krieg eroberte T-62, wurden von Israel modernisiert und unter dem Namen Tiran in den eigenen Truppendienst übernommen.

## Versionen

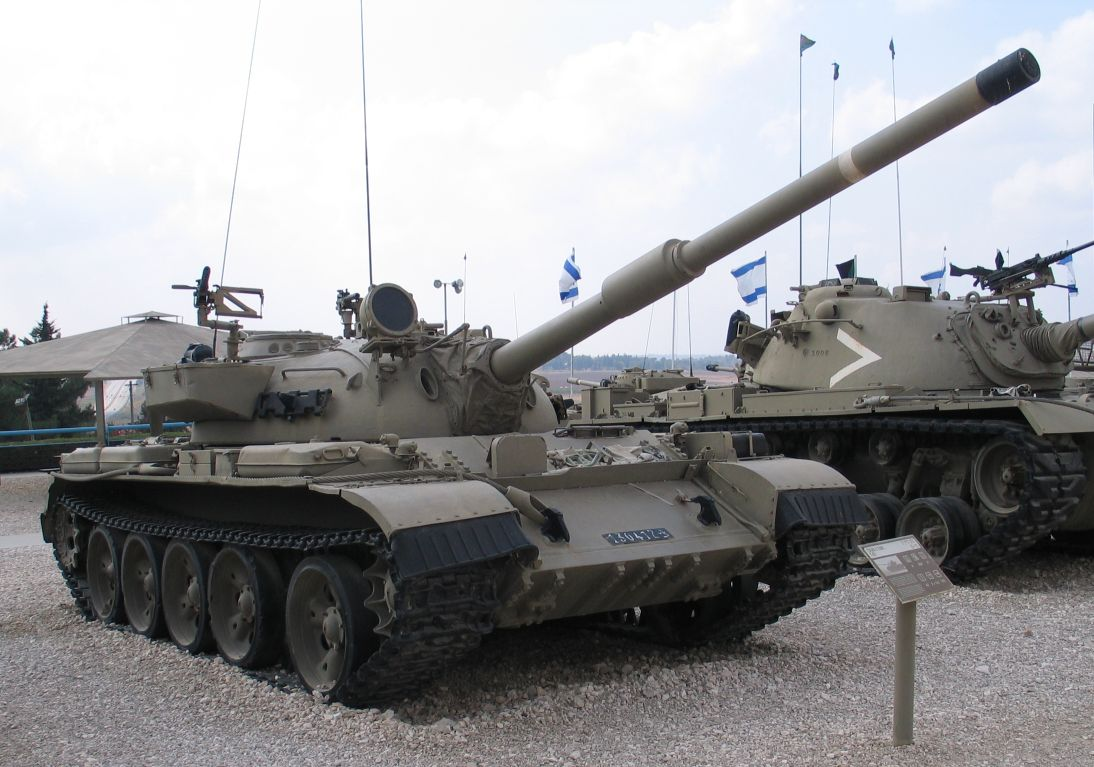
Tiran-5Sh im Jad la-Schirjon Museum, Israel

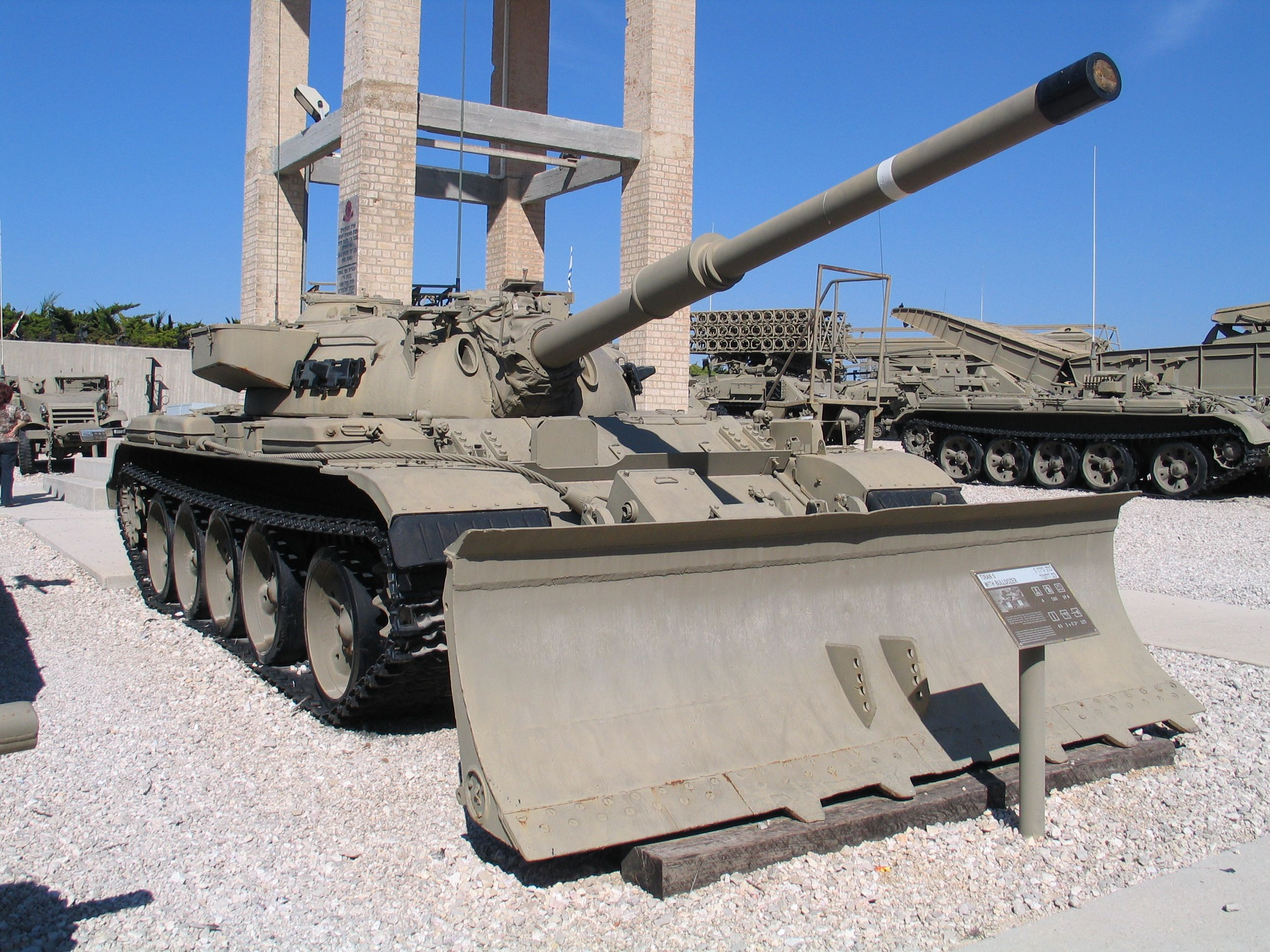
Tiran-5Sh mit Räumschild im Jad la-Schirjon Museum, Israel

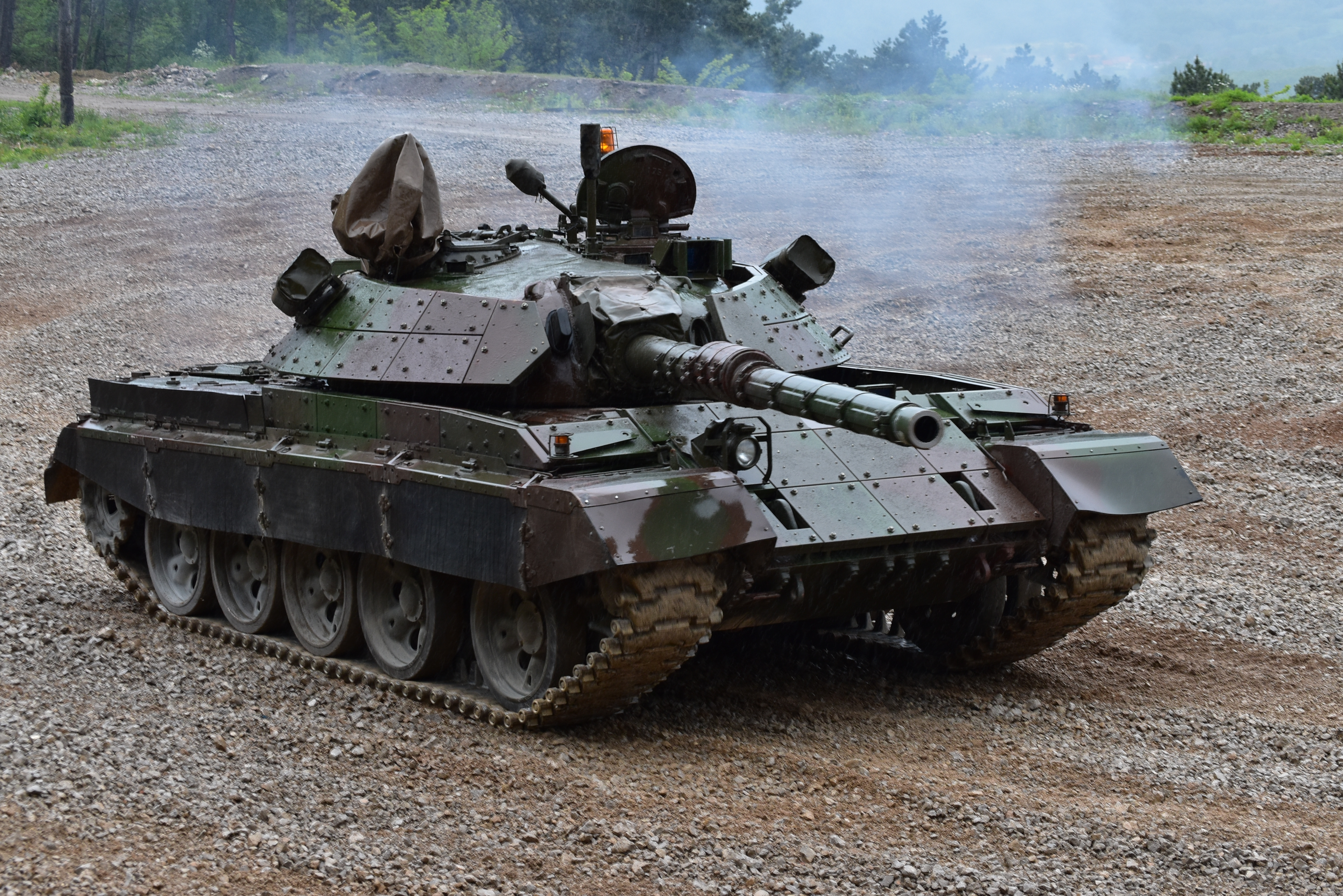
Slowenischer M-55S

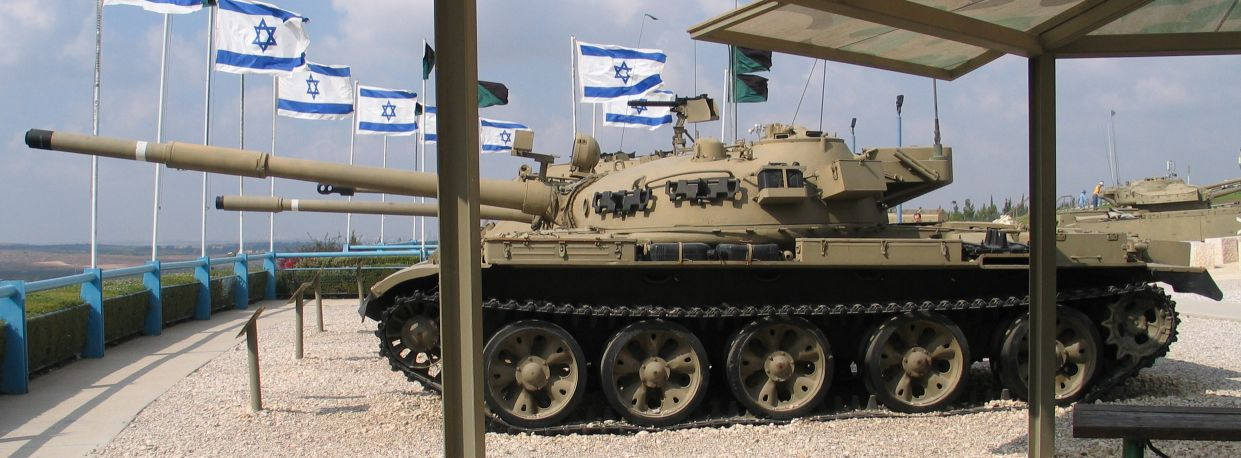
Tiran-6

- Ti-67 – Sammelbegriff für die von Israel modifizierten T-54 and T-55 (67 steht für das Jahr des Sechstagekrieges, 1967).
- Tiran-1 – unmodifizierter T-54.
- Tiran-2 – unmodifizierter T-55.
- Tiran-3 – unmodifizierter T-62
- Tiran-4 – modifizierter T-54 mit originaler 100-mm-Kanone. Am Turmheck wurden zwei Wasserkanister angebracht, neue Kettenblenden und eine neue Ladeschützenluke (die jetzt nach hinten öffnet) montiert. Die Bewaffnung wurde mit einem Browning-MG .30 cal M1919A4 vor der Ladeschützenluke verbessert.
- Tiran-4Sh – Modifizierter T-54, ausgerüstet mit der Scharir-105-mm-Kanone. Außerdem wurden unter anderem ein neuer IR-Suchscheinwerfer für den Kommandanten, ein neues Zielsuchgerät (vom M4-Sherman-Panzer) und Feuerlöscher angebracht. Das Browning-MG .30 cal M1919A4 wurde nun mittig auf dem Turmdach montiert. Ebenso wurde die Munitionsaufbewahrung zur Unterbringung der neuen 105-mm-Granaten modifiziert. Neue Kommunikationseinrichtungen, modifizierte Fahrer- und Kommandantensitze und eine neue Ladeschützenluke, die jetzt auch von außen geöffnet werden kann, wurden installiert. Das sowjetische Koaxial-MG wurde durch ein 7,62-mm-Browning-MG und das DShK-1938/46-Fla-MG durch ein 12,7-mm-Browning-MG ersetzt. Feuerleitanlage, Nachtsichtgeräte, Stromversorgung, Klimaanlage, Antennenbefestigungen am Turmheck wurden verändert.
- Tiran-5 – Modifizierter T-55 mit originaler 100-mm-Kanone. Am Turmheck wurden zwei Wasserkanister angebracht, neue Kettenblenden, Staukästen am Turm und eine neue Ladeschützenluke montiert. Die Bewaffnung wurde mit einem .30-cal-M1919A4-Browning-MG vor der Ladeschützenluke verbessert. Später wurde ein .50-cal-M2-MG über dem Kanonenrohr angebracht, Erste-Hilfe-Ausrüstung, ein Ring um die Ladeschützenluke für das Browning-MG, neue Scheinwerfer (vom M60 Patton), eine gefaltete Krankentrage an der linken Seite und für die Infanterie ein Feldtelefon am Heck wurden nachgerüstet.
- Tiran-5Sh – Modifizierter T-55, ausgerüstet mit der 105-mm-Kanone Royal Ordnance L7. Außerdem wurden unter anderem ein neuer IR-Suchscheinwerfer für den Kommandanten, ein neues Zielsuchgerät (vom M4-Sherman-Panzer) und Feuerlöscher angebracht. Das Browning-MG .30 cal M1919A4 wurde nun mittig auf dem Turmdach montiert. Ebenso wurde die Munitionsaufbewahrung zur Unterbringung der neuen 105-mm-Granaten modifiziert. Neue Kommunikationseinrichtungen, modifizierte Fahrer- und Kommandantensitze und eine neue Ladeschützenluke, die jetzt auch von außen geöffnet werden kann, wurden installiert. Das sowjetische Koaxial-MG wurde durch ein 7,62-mm-Browning-MG und das DShK-1938/46-Fla-MG durch ein 12,7-mm-Browning-MG ersetzt. Feuerleitanlage, Nachtsichtgeräte, Stromversorgung, Klimaanlage, Antennenbefestigungen an Turmheck wurden verändert. Einige wurden später mit einem Räumschild und Reaktivpanzerung ausgerüstet.
  - M-55S – Slowenien steigerte mit israelischer Unterstützung den Kampfwert seiner T-55 nach dem Schema des Tiran-5Sh, d. h. mit L7-Kanone, israelischem Feuerleitcomputer, Zusatzpanzerung und weiteren Verbesserungen.
- Tiran-6 – Auf israelische Ansprüche modernisierte T-62-Panzer, die im Jom-Kippur-Krieg erobert wurden. Da deren Anzahl aber nur gering war, wurden sie nicht bei der Truppe eingeführt.[2]
- Ti-67S – So werden die Ti-67 mit weiteren Verbesserungen zu den vorgenannten bezeichnet. Dazu zählen der Einbau eines 609 PS leistenden Diesel-Triebwerks Detroit 8V-71T, neue halbautomatische hydromechanische Kupplungen mit Drehmomentwandler, neue Luftfilter, Reaktivpanzerung an Turm und Wanne, Cadillac-Gage-Textron-Waffenstabilisierungsanlage, die Installation der computergestützten Feuerleitanlage EL-OP Matador, IR-Detektoren, neue Nachtsichtgeräte für Kommandant, Ladeschütze und Fahrer, Spectronix-Feuerlösch- und Unterdrückungssystem, neue Turmstaufächer, mehrere externe Staumöglichkeiten sowie ein moderner Fahrerplatz (Entfernung der Lenkhebel und Einbau eines Lenkrades).

In den frühen 1980er-Jahren wurden die Tiran-Panzer außer Dienst gestellt. Einige wurden verkauft, andere zu Transportpanzern Achzarit umgebaut.

## Kampfeinsätze
Die Ukraine setzt von Slowenien gelieferte M-55S im Russisch-Ukrainischen Krieg ein. Laut dem Oryx-Blog gingen mit Stand November 2024 zwei Fahrzeuge verloren.